# ShopHQ
ShopHQ é um emissora de televisão americana com a sua programação voltada à vendas. Seus princiais concorrentes são a Home Shopping Network (HSN) e a QVC. Foi criado em outubro de 1991 com outro nome, sendo que em 2000 assumiu seu atual nome.